# Peperomia pseudobcordata
Peperomia pseudobcordata är en pepparväxtart som beskrevs av Truman George Yuncker. Peperomia pseudobcordata ingår i släktet peperomior, och familjen pepparväxter. Inga underarter finns listade i Catalogue of Life.